# Cultivator manual

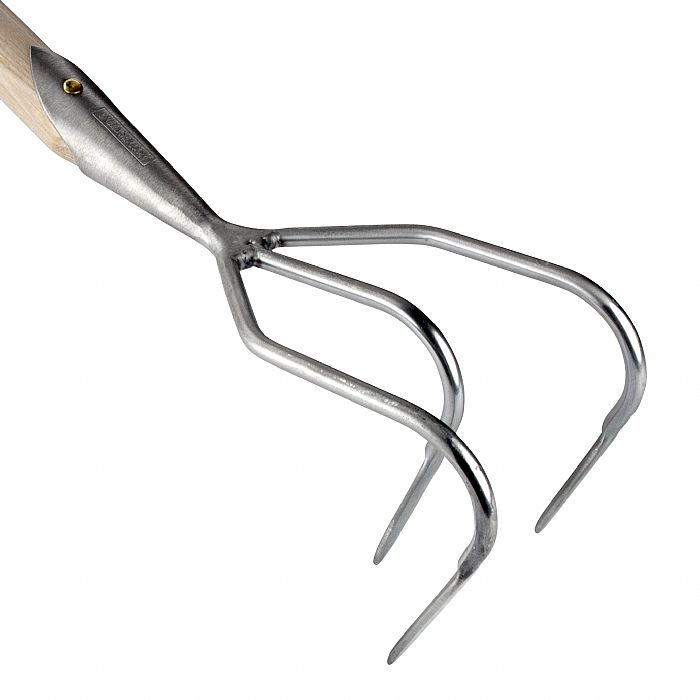
Un cultivator din oţel inoxidabil.

Un cultivator manual este o unealtă de grădinărit, formată de cele mai multe ori din trei dinți ca de greblă, lungi, groși și îndoiți, atașati la un mâner robust. Dinții acestui cultivator manual sunt realizați din oțel inoxidabil, fiind curbați pentru a putea pătrunde în sol. 
Se folosește în special în grădini, acolo unde sunt necesare activități precum plivirea buruienilor și fertilizarea pământului, dar și pentru pământul din ghivece. Cultivatorul poate fi folosit ca un mic plug pentru a fi mai ușor pentru grădinar să planteze semințele. Acesta unealta mai poate fi folosită și la curățarea solului de frunze și resturi de iarbă moartă, precum și la spargerea bolovanilor. Unele cultivatoare au forma unui evantai datorită faptului că au mai mulți dinți.